# Idhayakkani (określenie)
Idhayakanni (pol. owoc serca) – termin używany w odniesieniu do indyjskiego aktora, polityka i filantropa, M.G. Ramachandrana (znanego jako MGR).
Jego autorem jest jeden z założycieli Drawidyjskiej Federacji Postępu (DMK), C.N. Annadurai. Stanowi jeden z typowych dla Annaduraia zwrotów, polityk ten bowiem słynął ze skłonności do hiperbolizacji.
Zostało wykorzystane przez Ramachandrana, który w 1975 wystąpił w silnie upolitycznionym filmie Idhayakkani, propagującym hasła założonej przez niego partii, AIADMK. Do dziś powszechnie używane w materiałach związanych z tą formacją polityczną, bywa przenoszone na sukcesorkę MGR, Jayalalithę. Nawiązuje do niego również tytuł jednego z tamilskojęzycznych magazynów.